# 41206 Sciannameo
41206 Sciannameo este un asteroid din centura principală de asteroizi.

## Descriere
41206 Sciannameo este un asteroid din centura principală de asteroizi. A fost descoperit pe 27 noiembrie 1999 la Polino la Observatorul Polino. Asteroidul prezintă o orbită caracterizată de o semiaxă mare de 2,63 ua, o excentricitate de 0,19 și o înclinație de 14,2° în raport cu ecliptica.